# Enakokraki trapez
Enakokraki trapez je trapez, ki ima oba kraka skladna (enako dolga). To pomeni, da je enakokraki trapez štirikotnik, ki ima dve stranici vzporedni (a ne skladni), drugi dve stranici pa skladni (a ne vzporedni).

## Opredelitve in splošne značilnosti
Enakokraki trapez je osno simetričen. Zaradi svoje simetrije se včasih imenuje simtra.:49–53 Posledice te značilnosti so še:
- kota ob spodnji osnovnici sta skladna (α = β),
- kota ob zgornji osnovnici sta tudi skladna (γ = δ)
- diagonali sta enako dolgi (e = f)
- diagonali delita druga drugo na odseke, ki so paroma enako veliki. Pri kvadratih so odseki med seboj enaki.
- s podaljškoma krakov nastane enakokraki trikotnik. To za kvadrate ne velja.
- nekateri enakokraki trapezi so lahko ortodiagonalni
- daljica, ki povezuje razpolovišči vzporednih osnovnic, je pravokotna nanju
- nasprotna notranja kota sta suplementarna, zato lahko enakokrakemu trapezu vedno očrtamo krožnico in je tetivni štirikotnik.

Vsak štirikotnik z eno osno simetrijo je lahko le enakokraki trapez ali deltoid.:49–53
Če v razred trapezov upoštevamo tudi kvadrate, lahko enakokraki trapez zgoščeno opredelimo kot »tetivni štirikotnik z enakima diagonalama« ali kot »tetivni štirikotnik s parom vzporednih stranic«.

## Posebni primeri
Nekaterim enakokrakim trapezom lahko včrtamo krožnico in so tangentni štirikotniki, oziroma poseben primer tangentnega trapeza - enakokraki tangentni trapez. Ker so vsi enakokraki tangentni trapezi tudi tetivni štirikotniki, so tako tudi bicentrični, in jim lahko hkrati očrtamo in včrtamo krožnico.

## Diagonali in višina
Diagonali sta v enakokrakem trapezu enaki, oziroma vsak enakokraki trapez je enakodiagonalni štirikotnik. Velja še naprej, da diagonali delita druga drugo z enakima razmerjema. Diagonali na sliki e = AC in f = BD imata enaki dolžini, in velja e = f. Druga drugo delita na odseke z enakimi dolžinami: AE = DE in BE = CE.
Razmerja delitev diagonal sta enaka razmerju dolžin osnovnic a = AD in c = BC:
{\displaystyle {\frac {AE}{EC}}={\frac {DE}{EB}}={\frac {a}{c}}\!\,.}
Dolžina posamezne diagonale je po Ptolemajevem izreku dana z:
{\displaystyle e=f={\sqrt {ac+b^{2}}}\!\,,}
kjer je b dolžina krakov AB in CD.
Pravokotna razdalja med osnovnicama - višina v je po Pitagorovem izreku enaka:
{\displaystyle v={\sqrt {e^{2}-m^{2}}}={\sqrt {e^{2}-\left({\frac {a+c}{2}}\right)^{2}}}={\sqrt {b^{2}-{\frac {1}{4}}\left(a-c\right)^{2}}}\!\,,}
kjer je m srednjica (daljica, ki veže razpolovišči nevzporednih enako dolgih stranic b, in je vzporedna osnovnicama). Njena dolžina je srednja vrednost stranic a in c
{\displaystyle m={\frac {a+c}{2}}\!\,}

## Obseg
Obseg enakokrakega trapeza je skupna dolžina vseh stranic:
{\displaystyle o=a+2b+c\!\,.}

## Ploščina
Ploščina enakokrakega trapeza je enaka:
{\displaystyle p=mv={\frac {(a+c)v}{2}}={\frac {a+c}{2}}{\sqrt {b^{2}-{\frac {1}{4}}\left(a-c\right)^{2}}}\!\,.}
Na ploščino trapeza lahko gledamo kot na produkt višine in srednje vrednosti vzporednih stranic.
Za ploščino lahko uporabimo tudi drug obrazec, če poznamo le dolžine stranic. Če so stranice a, b in c, a in c pa sta vzporedni (kjer je a daljša od obeh vzporednih stranic (a > c)), velja:
{\displaystyle p={\sqrt {(s-a)(s-c)(s-b)^{2}}}\!\,,}
kjer je:
{\displaystyle s={\tfrac {1}{2}}(a+2b+c)\!\,}
polobseg enakokrakega trapeza. Obrazec lahko zapišemo kot: 
{\displaystyle p={\frac {a+c}{4(a-c)}}{\sqrt {(a+2b-c)(a-c)^{2}(-a+2b+c)}}={\sqrt {\frac {(a+c)^{2}(a+2b-c)(-a+2b+c)}{16}}}\!\,.}
Če je manjša vzporedna stranica c enaka nič, ta obrazec postane Heronov obrazec za enakokraki trikotnik.

## Polmer očrtane krožnice
Polmer očrtane krožnice je enak:
{\displaystyle R=b{\sqrt {\frac {ac+b^{2}}{4b^{2}-(a-c)^{2}}}}\!\,.}
V pravokotniku, kjer je a = c, velja:
{\displaystyle R={\tfrac {1}{2}}{\sqrt {a^{2}+b^{2}}}\!\,.}